# Solfs församling

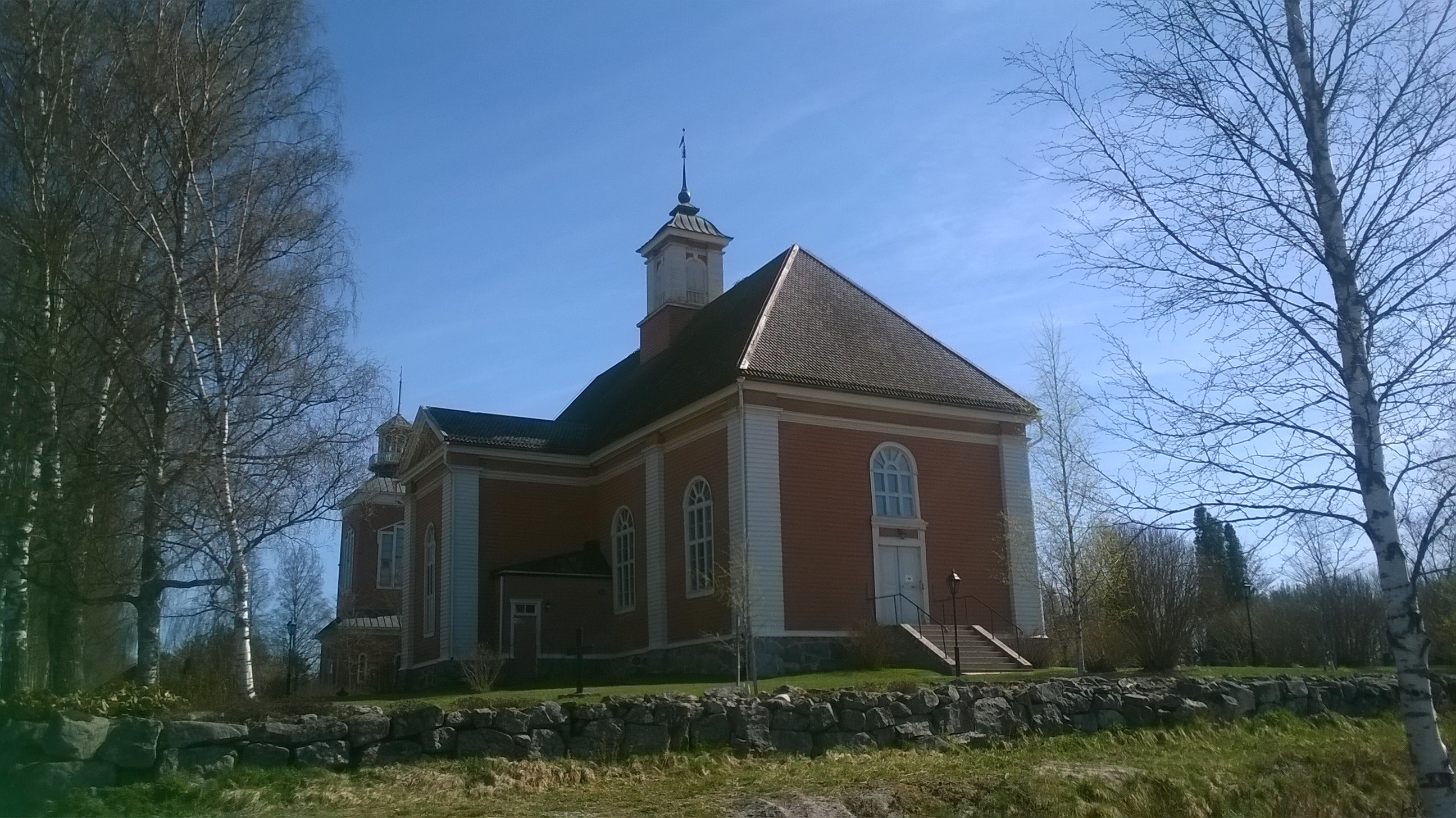
Solfs kyrka

Solfs församling är en församling i Korsholms prosteri inom Borgå stift i Evangelisk-lutherska kyrkan i Finland. Till församlingen hör 1 579 kyrkomedlemmar (08/2018) bosatta i den del av den tidigare kommunen Solf som uppgick i Korsholm 1973 (västra delen uppgick i Vasa).
Solfs kyrka är från 1786.
Kyrkoherde i församlingen är Patrica Strömbäck.